# La terra dei santi
La terra dei santi è un film del 2015 diretto da Fernando Muraca.

## Trama
Vittoria è un magistrato che crede nella giustizia. Assunta invece è la vedova di un soldato di 'ndrangheta. La prima è decisa a scardinare l'omertà delle donne verso quel sistema e decide di togliere la patria potestà a tutte le madri con figli coinvolti. L'altra, che ha rinunciato alla propria vita per proteggere i figli, è costretta a vedere oltre quella gabbia che l'ha intrappolata sin da quando ha memoria.

## Accoglienza
Il film ha ricevuto consensi di pubblico e critica alla XIII edizione del Magna Grecia Film Festival di Catanzaro. A margine della prima pellicola in concorso per il 2016, Marco Aiello e Piero Calabrese hanno dichiarato che la Terra dei santi è stato il primo film per entrambi, girato in tre settimane, e dopo aver superato quattro provini particolarmente impegnativi col regista, che infine li ha selezionati per la parte.